# 初等教育ロイヤル
『初等教育ロイヤル』（しょとうきょういくロイヤル）とは、演劇ユニット・爆走おとな小学生による演劇作品。脚本・演出は加藤光大。

## 概要
2016年、演劇ユニット「爆走おとな小学生」による第五弾公演として初上演。人気公演となり、キャストを変えてたびたび再演されている。
2021年公演をもって最終公演とする「卒業」が発表された。
現在、noteにて脚本が小説形式で公開されている。また、2024年8月より朗読劇での公演が開催された。

## あらすじ
「義務教育」の最初の6年間を過ごしていた主人公・あきよし達の学校で、特別なカリキュラムが始まった。少年たちは学年別に分かれて武器を取り、「校長室」と呼ばれる神聖な土地を目指し争い合う。
一方、内気な少女・佐藤さんはなぜかレンズの曇った眼鏡をかけ続けていた。

## 日程・会場

### 初等教育ロイヤル
2016年11月23日 - 27日：新宿村LIVE（全10公演）

### 初等教育ロイヤル -再演-
2018年4月4日 - 8日：シアターサンモール（全9公演）

### 初等教育ロイヤル -再再演-
- 東京公演 2019年5月29日 - 6月2日：全労済ホール／スペース・ゼロ（全9公演）[5]
- 大阪公演 2019年6月20日 - 23日：ABCホール（全7公演）[5]

### 初等教育ロイヤル -白組-
新型コロナウイルス感染拡大の影響で多数の公演が延期・中止となった。
- 大阪公演 2020年12月25日 - 27日：COOL JAPAN PARK OSAKA TTホール（全5公演）
- 東京公演 2021年1月7日：シアター1010（全1公演・無観客）[6]

### 初等教育ロイヤル -赤組-
2020年に上演予定だった「赤組公演」の延期公演。キャストは一部変更された。
2021年7月23日 - 25日：京都劇場（全6公演）

### 朗読劇『初等教育ロイヤル』
初の朗読劇形式での公演。公演ごとにキャストの組み合わせが異なる。
2024年8月21日 - 25日：こくみん共済 coop ホール／スペース・ゼロ（全8公演）

## キャスト
| 学年     | 役名         | 2016年                      | 2018年                           | 2019年 東京公演                     | 2019年 大阪公演                     | 2020年 白組                 | 2021年 赤組                      | 2024年                                                                       |
| -------- | ------------ | --------------------------- | -------------------------------- | ----------------------------------- | ----------------------------------- | --------------------------- | -------------------------------- | ---------------------------------------------------------------------------- |
| 4年生    | あきよし     | 瀬戸啓太                    | 佐川大樹                         | 山中翔太                            | 山中翔太                            | 輝山立                      | 樫尾篤紀                         | 橋本真一/正木郁                                                              |
| 4年生    | 佐藤さん     | 橘花凛                      | 山下まみ 会沢紗弥 （※Wキャスト） | 小山百代 山下まみ                   | 会沢紗弥                            | 小山百代                    | 高辻麗 （22/7）                  | 坂倉花/八木ましろ                                                            |
| 4年生    | 井上くん     | 石川正人                    | 室龍規                           | 澤田拓郎                            | 室龍規                              | 上田悠介 高田舟             | 高田舟                           | 小坂涼太郎/秋谷啓斗                                                          |
| 4年生    | 木村さん     | 野々宮ミカ                  | 野口真緒                         | 倉知玲鳳 小原莉子 （※Wキャスト）    | 倉知玲鳳 櫻川めぐ （※Wキャスト）    | 永野愛理                    | 松岡ななせ                       | 橘美來/石田みなみ                                                            |
| 4年生    | 松本くん     | 山田裕太 （おとな小学生）   | 山田裕太 （おとな小学生）        | 山田裕太 （おとな小学生）           | 山田裕太 （おとな小学生）           | 山田裕太 （おとな小学生）   | 山田裕太 （おとな小学生）        | 宮崎雅也                                                                     |
| 4年生    | 山口くん     | 田口涼                      | 児玉卓也 伊藤節生 （※Wキャスト） | 伊藤昌弘 伊藤節生 （※Wキャスト）    | 伊藤昌弘 伊藤節生 （※Wキャスト）    | 小林竜之                    | 岩佐祐樹                         | 濱健人/神越将                                                                |
| 6年生    | 橋本さん     | 葛城あさみ                  | 西本りみ                         | 西本りみ                            | 西本りみ                            | 広瀬彩海                    | 西本りみ                         | 西本りみ/汐入あすか                                                          |
| 6年生    | 池田くん     | 崎嶋勇人                    | 釣本南 （Candy boy）             | 橋本全一                            | 釣本南 （Candy boy）                | 安東秀大郎                  | 湯本健一                         | 日向朔公/上村源                                                              |
| 6年生    | 阿部くん     | 松村恭平                    | 花塚廉太郎                       | 川村玲央                            | 川村玲央                            | 飯塚智基                    | 安藤夢叶                         | 森下紫温/照井悠希                                                            |
| 5年生    | 林くん       | 加藤光大                    | 加藤光大                         | 松本祐一                            | 加藤光大                            | 白柏寿大 加藤光大           | 森田桐矢                         | 花塚廉太郎 （おとな小学生）                                                  |
| 5年生    | 森くん       | 須永風汰                    | 須永風汰                         | 須永風汰                            | 須永風汰                            | 富永盛也                    | 岡本侑樹                         | 竹田海渡/森永彩斗                                                            |
| 5年生    | 山崎くん     | 永田隆馬                    | 岡延明                           | 金田明秀                            | 西村信章                            | 山本郁                      | 山田恭 （円神）                  | 菊地燎/山口諒太郎                                                            |
| 5年生    | 清水さん     | 林千浪 （おとな小学生）     | 林千浪 （おとな小学生）          | 石原美沙紀 （おとな小学生）         | 林千浪 （おとな小学生）             | 柴小聖                      | 二瓶有加                         | 谷真理佳/山﨑悠稀                                                            |
| 5年生    | 斎藤さん     | 石原美沙紀 （おとな小学生） | 石原美沙紀 （おとな小学生）      | 秋奈                                | 石原美沙紀 （おとな小学生）         | 石原美沙紀 （おとな小学生） | 石原美沙紀 （おとな小学生）      | 石原美沙紀 （おとな小学生）                                                  |
| 3年生    | 佐々木くん   | シトミ祐太郎                | 登野城佑真                       | 松村泰一郎                          | 寺坂尚呂己                          | 風間由次郎                  | 中林登生 （円神）                | 伊藤昌弘/堂島颯人                                                            |
| 3年生    | 山田さん     | 末吉咲子                    | 佐藤日向                         | 小野早稀                            | 田野優花                            | 谷川愛梨                    | 三田麻央                         | 南早紀/和泉風花/十二稜子                                                     |
| 3年生    | 加藤くん     | 織田俊輝                    | 遊佐航                           | 原田将司                            | 綾介 (CUBERS)                       | 八島諒                      | 真野拓実                         | 菊地燎/山口諒太郎                                                            |
| 3年生    | 吉田さん     | 真部小夜                    | 山本真夢                         | 渡邉ひかる                          | 谷尻まりあ                          | 白鳥優菜 （おとな小学生）   | 白鳥優菜 （おとな小学生）        | 三島京華 （おとな小学生）                                                    |
| 3年生    | 石川くん     |                             |                                  |                                     |                                     | 原田将司                    | 藤原薫                           |                                                                              |
| 2年生    | 中村さん     | 水崎綾                      | 前田佳織里                       | 櫻川めぐ                            | 橋本愛奈                            | 春咲暖                      | 市川美織                         | 星守紗凪/宮沢小春                                                            |
| 2年生    | 渡辺くん     | 松田浩毅                    | 須田邦仁                         | 木原健人                            | 小松ゆう                            | 細井翔吾                    | 森田はるき （おとな小学生）      | 森下紫温/照井悠希                                                            |
| 2年生    | 小林くん     | 佐藤和斗                    | 横田陽介                         | 田村昇三                            | 福井大輔                            | 大見洋太                    | 三井淳平                         | 日向朔公/上村源                                                              |
| 2年生    | 山本さん     | 佐倉百音                    | 相澤香純 （おとな小学生）        | 岩倉あずさ                          | 平井彩加                            | 渡瀬結月                    | 長野せりな                       | 真野美月/福嶋晴菜                                                            |
| 2年生    | 伊藤さん     | 金久保茉由                  | 三和万亜子                       | 星希成奏                            | 大滝紗緒里                          | 有沢澪風                    | 大澤萌々                         | 十二稜子/大澤萌々                                                            |
| 1年生    | 鈴木くん     | 星璃 （劇団Patch）          | 足立英昭                         | 梶原颯                              | 新井雄也                            | 瑛 小阪崇生 (おとな小学生)  | 國島直希                         | 竹田海渡/森永彩斗                                                            |
| 1年生    | 高橋さん     | 夏目愛海                    | 夏野香波                         | 根本流風                            | 根本流風                            | 夏目愛海                    | 立沢萌々瑚                       | 三田美吹/古仲可奈                                                            |
| 1年生    | 田中さん     | 嶋田あさひ                  | 市川咲                           | 岡本尚子                            | 岡本尚子                            | 丸りおな                    | 岡本尚子                         | 鳴海まい/豆咲りお                                                            |
| 教諭     | 校長先生     | 星乃しほ                    | 丸山正吾                         | 加藤光大                            | 草野博紀                            | 加藤光大 榎本くるみ         | 加藤光大                         | 加藤光大                                                                     |
| 教諭     | 教頭先生     | 青山ひかる                  | 柳原聖                           | 林千浪 （おとな小学生）             | 平山笑美                            | 林千浪 （おとな小学生）     | 林千浪 （おとな小学生）          | 松岡ななせ                                                                   |
| 駄菓子屋 | じじい       |                             | 林千浪 （おとな小学生）          | 加藤光大                            | 林千浪 （おとな小学生）             |                             | 加藤光大                         |                                                                              |
| 駄菓子屋 | ばばあ       | 星乃しほ                    | 加藤光大                         | 林千浪 （おとな小学生）             | 加藤光大                            |                             | 林千浪 （おとな小学生）          |                                                                              |
|          | アンサンブル |                             |                                  | 荒木吏沙 田渕友夢 狐塚祐紀 細井翔吾 | 荒木吏沙 田渕友夢 狐塚祐紀 細井翔吾 | 大澤萌々 山岡亜珠紗 岡辰青  | 細井翔吾 大澤萌々 Takumi Nozomia |                                                                              |
|          | 児童         |                             |                                  |                                     |                                     |                             |                                  | 髙木悠慎/鈴木南/小山田優/橋爪亮磨/星野美夢/井上春菜/桃原華恋/鶴田彩/村田彩夏 |

## スタッフ
- 脚本・演出：加藤光大
- 企画・製作：爆走おとな小学生

## テーマソング

### オープニング曲

#### 「I'm fighter」
- 2019年公演：小山百代／会沢紗弥
- 2020年・2021年公演：乙女エトワール[10]
- 2024年公演：石原美沙紀／佐倉百音／ナギサワカリン

### エンディング曲

#### 「ヒーロー」
- 2016年・2024年公演：鈴木友里絵